# Johanneskirche (Stare Bielsko)

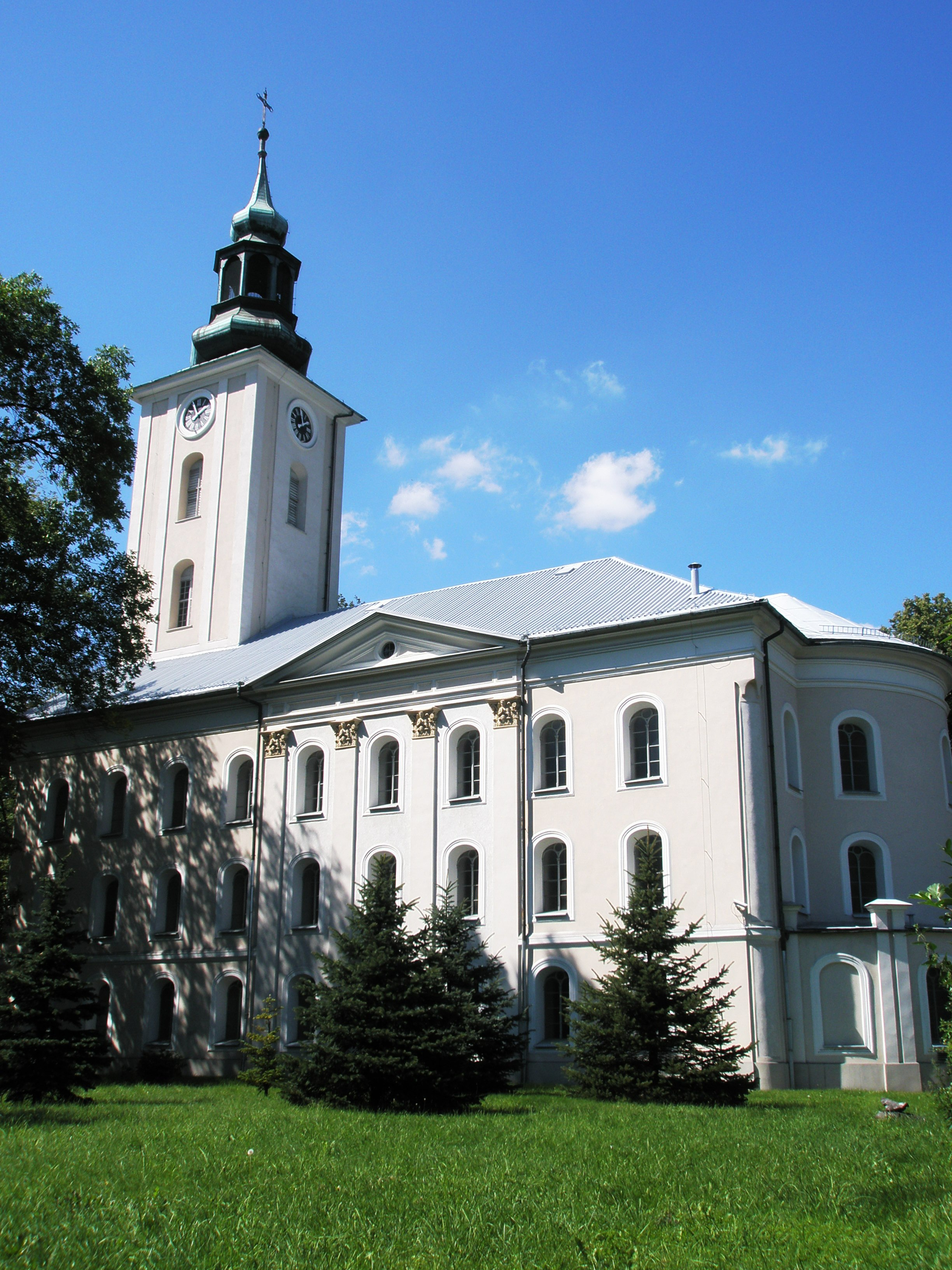
Johanneskirche Alt-Bielitz

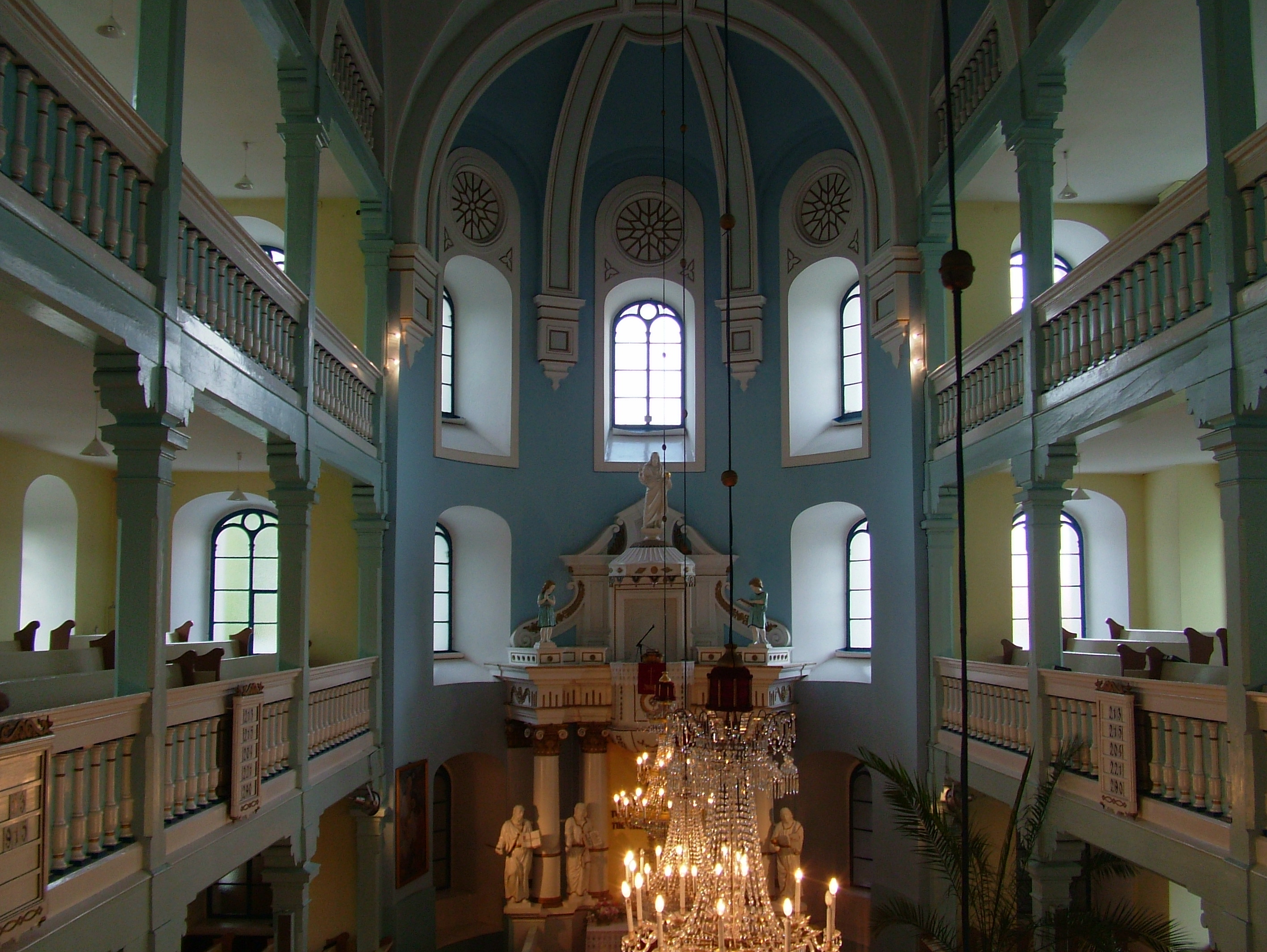
Innenansicht

Die Johanneskirche (polnisch Kościół Jana Chrzciciela) ist die evangelisch-lutherische Pfarrkirche von Stare Bielsko (deutsch: Alt-Bielitz), einem Ortsteil von Bielsko-Biała in der polnischen Woiwodschaft Schlesien. Namensgeber der Kirche ist Johannes der Täufer.

## Geschichte
Mit der Einführung der Reformation im Herzogtum Teschen unter Herzog Wenzel III. war auch Alt-Bielitz evangelisch geworden und war in der mittelalterlichen Pfarrkirche St. Stanislaus ein lutherischer Pfarrer eingesetzt worden, bis dann 1654 mit der Gegenreformation der katholische Glaube wieder verpflichtend wurde. Nach Erlass des Toleranzpatents Josephs II. von 1781 entstand zunächst in Bielitz eine evangelische Kirchengemeinde, zu der auch Alt-Bielitz eingepfarrt war. Spannungen hinsichtlich der Rechte und Pflichten an der Bielitzer Pfarrkirche führten jedoch 1814 zur Gründung einer eigenen Kirche in Alt-Bielitz, zunächst als Filialkirche von Bielitz. Nachdem Verhandlungen über den Ankauf der alten Kirche St. Stanislaus gescheitert waren, wurde in der Folgezeit im Randbereich der mittelalterlichen Festung von Alt-Bielitz ein Neubau begonnen, zu dem am 12. Mai 1818 durch Superintendent Johann Georg Schmitz der Grundstein gelegt wurde. Der von dem Baumeister Jerzy Biowski aus Bielitz errichtete Kirchenbau wurde am 24. Juni, dem Johannistag des Jahres 1827, durch Superintendent Andreas Paulini und den Pfarrer Julius Kotsche aus Teschen geweiht. Erst im Anschluss daran kam es 1829 zur Gründung einer selbständigen Pfarrgemeinde in Alt-Bielitz.
Nach dem Revolutionsjahr 1848, das auch den Evangelischen im Habsburgerreich weitere Freiheiten einbrachte, geschah ein entscheidender Umbau der bestehenden Kirche, der 1852 ein Turm zugefügt wurde. 1867 wurden die Umfassungsmauern des Kirchenschiffs erhöht, so dass im Innern ein zweites Emporengeschoss eingebaut werden konnte. Zu diesem Zeitpunkt erhielt die Kirche ihr heutiges Erscheinungsbild. Wiederherstellungsarbeiten fanden 2001 statt.

## Architektur
Die Alt-Bielitzer Johanneskirche wurde als eine klassizistische Emporenhalle mit eingezogenem Turmbau und angefügter Apsis errichtet, die Seitenfassaden sind durch einen übergiebelten Mittelrisalit mit Pilasterordnung gegliedert. Der im Mittelschiff überwölbte Innenraum wird von den doppelgeschossigen Emporen bestimmt, eine dritte Emporenebene ist in der Gewölbezone vorgeblendet. Wichtigstes Ausstattungsstück ist neben der Orgel der monumentale Kanzelaltar mit den Statuen der vier Evangelisten in der Apsis.